# Idiops nigropilosus
Idiops nigropilosus là một loài nhện trong họ Idiopidae.
Loài này thuộc chi Idiops. Idiops nigropilosus được J. Hewitt miêu tả năm 1919.